# Laura, del cielo llega la noche
Laura, del cielo llega la noche es una película española dirigida por Gonzalo Herralde en 1987. Es una adaptación de la novela de Miquel Llor, Laura, a la ciutat dels Sants.

## Sinopsis
Laura, hija de una familia de clase media de Barcelona, se casa con el rico heredero Tomás de Muntanyola, a pesar de que sus vidas son completamente diferentes. La vida rural y los intereses financieros se mezclan con los problemas sentimentales entre los herederos y la presencia de Laura. 

## Premios y nominaciones
II edición de los Premios Goya
| Categoría               | Persona      | Resultado |
| ----------------------- | ------------ | --------- |
| Mejor actriz de reparto | Terele Pávez | Nominada  |